# ジム・ドゥガン
ハクソー・ジム・ドゥガン（Hacksaw Jim Duggan、本名：James Edward Duggan Jr.、1954年1月14日 - ）は、アメリカ合衆国のプロレスラー。ニューヨーク州グレンフォールズ出身。
"Hacksaw"（弓鋸）のニックネームの通り、トレードマークの2×4（ツーバイフォー）と星条旗を手にした独自の入場パフォーマンスでアメリカ国内では根強い人気を博した。

## 来歴
学生時代は、アメリカンフットボール、レスリング、陸上競技、バスケットボールなどのスポーツに情熱を注いでいた。レスリングではニューヨーク州の高校チャンピオンにも輝いたという。大学ではテキサス州ダラスのサウス・メソジスト大学でアメリカンフットボール選手として活躍。ラインバッカーとしてNFLのアトランタ・ファルコンズと契約をするも、膝の負傷により断念。プロレスラーになるべく、ダラスのフリッツ・フォン・エリックのもとでトレーニングを始め、1979年にデビュー。
デビュー後はテキサスで活動し、ダラスからサンアントニオ地区を経て、1980年よりニューヨークのWWF（現：WWE）にジョバーとして出場するようになる。1981年8月、WWFの斡旋で新日本プロレスに初来日。当時は無名の存在だったため来日時はほとんど注目されなかったが、荒削りながら迫力あるファイトスタイルが認められ、将来的には「第2のハンセン」となる可能性を持つ逸材と期待された。
その後、サンアントニオ地区で "Hacksaw" をリングネームに冠し、南部エリアで大型ヒールとして台頭。1982年10月にはビル・ワットが主宰していたMSWAにてマイク・シャープ・ジュニアからルイジアナ・ヘビー級王座を奪取した。1984年はフロリダ地区のCWFでダスティ・ローデスやビリー・ジャックと抗争。以降はMSWAを主戦場に、初期はヒール、後にベビーフェイスとなって活躍。テッド・デビアス、ブルーザー・ブロディ、ディック・マードック、テリー・ゴディ、ブッチ・リード、ミスター・オリンピア、キングコング・バンディ、ミッシング・リンク、ヘラクレス・ヘルナンデス、ディック・スレーター、スティーブ・ウィリアムスらと激闘を展開した。
1986年1月、当時MSWAとの提携ルートを持っていた新日本プロレスに再来日。シリーズ開幕戦の後楽園ホール大会において、アントニオ猪木とのシングルマッチが行われた。それまで何度も再来日が予定されるが実現しなかったこともあり、待望の再来日として注目されたが、過剰なパフォーマンスが受け入れられず、期待外れなどと評された（当時の関係者の間では、もっと早い段階で再来日させるべきだったという声が多く聞かれた）。
帰国後の3月16日、オクラホマシティにてバズ・ソイヤーを破り、MSWAのフラッグシップ・タイトルだった北米ヘビー級王座の最後のチャンピオンとなっている。12月27日にはテリー・テイラーと組んでビル・アーウィン&レロイ・ブラウンを下し、MSWAから改称した新団体UWFの世界タッグ王座も獲得した。同年は9月にも新日本プロレスに参戦しており、猪木や坂口征二とシングルマッチで対戦した（本来はシリーズ開幕から参戦予定だったが、都合により2週間遅れての来日となった）。

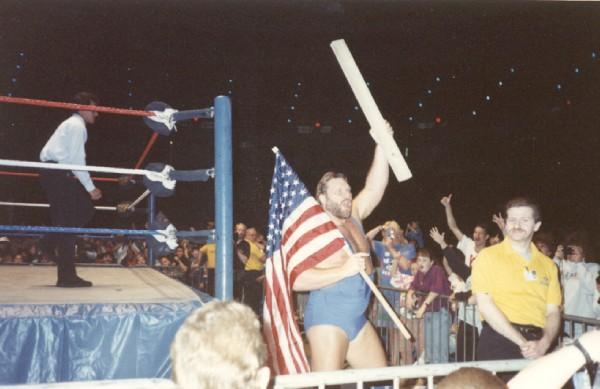
WWF時代

1987年、ルーザー・リーブス・タウン・マッチでワンマン・ギャングに敗れたとしてUWFを離脱し、世界タッグ王座を返上してWWFと契約。かつてのようなジョバーではなく、スーパースターの立場でWWFに再登場し、角材と星条旗をトレードマークにしたブルーカラーの愛国者ギミックでブレイクを果たす。1988年1月24日、ロイヤルランブルの第1回大会で優勝。1991年3月30日にはSWSの東京ドーム大会に来日し、ケンドー・ナガサキと対戦している。SWSへは1992年6月にも参戦した。
WWFには1993年まで在籍して、アイアン・シーク、ニコライ・ボルコフ、カマラ、ディノ・ブラボー、サージェント・スローター、ヨコズナなど反米ヒールとの抗争や、キングの座を巡るハーリー・レイスやハクとの王位争奪戦などで人気を集めた。また、スローターやヨコズナのWWF世界ヘビー級王座をはじめ、ランディ・サベージ、ホンキー・トンク・マン、リック・ルード、ショーン・マイケルズらのインターコンチネンタル王座など、歴代のヒール王者が保持するタイトルに再三挑戦しているが、ベルト奪取の機会には恵まれなかった。

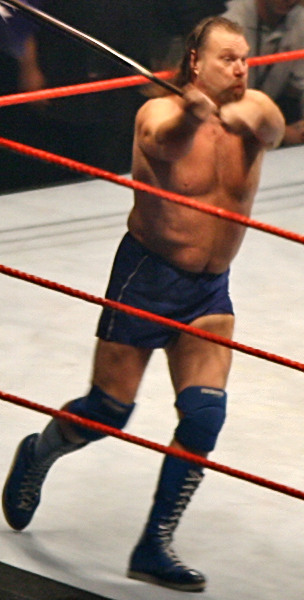
2007年

1994年、WCWに移籍。同年9月18日、"スタニング" スティーブ・オースチンを27秒で破ってUS王座を獲得した（12月27日にベイダーに敗れ王座陥落）。その後はミッドカード戦線で活動し、1996年はロード・スティーブン・リーガルと米英抗争を展開。1998年からは腎臓癌のためしばらくフェードアウトすることになったが、2000年2月16日、前王者のスコット・ホールが捨てたWCW世界TV王座のベルトをゴミ箱から発見、空位となっていたTV王者に認定され、同日にロバート・ギブソンを相手に防衛戦を行った（同王座は同年4月10日に廃止）。
WCW崩壊後の2004年8月31日、代々木第2体育館で行われたIWAジャパンの10周年記念興行に来日し、IWA世界ヘビー級王座争奪トーナメントに出場。1回戦でブルーザー・コング、準決勝でコンガ・ザ・バーバリアン、決勝でビッグ・ボスマンを下して、空位となっていた同王座の第5代王者となった。
2005年にWWE復帰。主に前座試合で会場を温める役割を務め、前座でありながら観客からは大きな声援を受けていた。2009年の解雇後もWWEとの関係は良好で、2010年11月15日には "Old School edition" と銘打って行われたスペシャル版のRAWに出演。2011年にはWWE殿堂に迎えられ、2012年1月29日に開催されたロイヤルランブル25周年大会にも初代優勝者としてサプライズ登場している。
以降も各地のインディー団体へのゲスト参戦を続けており、2016年7月17日にはオクラホマのWCR（World Class Revolution）が開催した "IWR OklaMania 2016" に出場、ダニー・ホッジ杯バトルロイヤルにおいて優勝を果たした。

## 得意技
- ダイナマイト・パンチ
- パトリオット・ラリアット（Patriot Lariat / Three Point Stance Clothesline）
- パトリオット・タックル（Patriot Tackle）
- ランニング・ニー・ドロップ（Old Glory Knee Drop）
- 角材での殴打

## 獲得タイトル
WWE
- ロイヤルランブル優勝：1988年

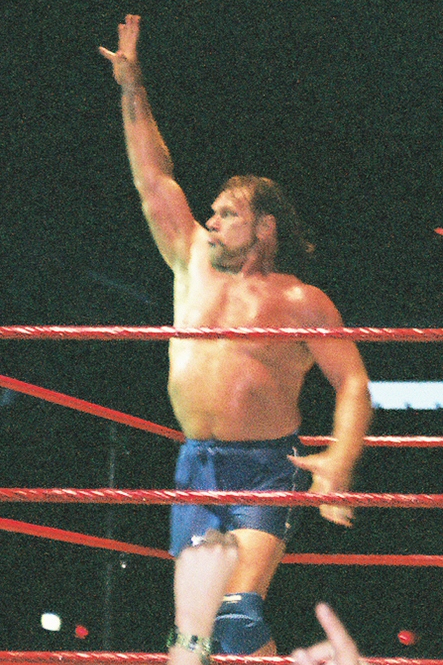
2006年

- WWE殿堂：2011年（インダクターはテッド・デビアス）

WCW
- WCW US王座：1回[15]
- WCW世界TV王座：1回[16]

MSWA / UWF
- ルイジアナ・ヘビー級王座：1回[5]
- 北米ヘビー級王座：1回[8]
- ミッドサウス・タッグ王座：1回（w / マグナムTA）[21]
- UWF世界タッグ王座：1回（w / テリー・テイラー）[9]

IWA JAPAN
- IWA世界ヘビー級王座：1回[18]